# Törlspitzen
Les Törlspitzen sont un ensemble de cimes montagneuses qui s’élève à 2 227 m d’altitude dans le Kaisergebirge, en Autriche.